# Turquía en los Juegos Olímpicos de Múnich 1972
Turquía estuvo representada en los Juegos Olímpicos de Múnich 1972 por un total de 43 deportistas, 42 hombres y una mujer, que compitieron en 8 deportes.
El portador de la bandera en la ceremonia de apertura fue el luchador Gıyasettin Yılmaz.

## Medallistas
El equipo olímpico turco obtuvo las siguientes medallas:
| Nombre      | Deporte     | Competición |
| ----------- | ----------- | ----------- |
| Oro         |             |             |
| —           |             |             |
| Plata       |             |             |
| Vehbi Akdağ | Lucha libre | 62 kg M     |
| Bronce      |             |             |
| —           |             |             |